# Vlajka Macaa

Macajská vlajka
Poměr stran: 2:3

Vlajka Macaa, zvláštní administrativní oblasti ČLR, je tvořena zeleným listem o poměru stran 2:3, v jehož středu je umístěn bílý stylizovaný květ lotosu se třemi listy, nad stylizovaným bílým mostem a mořem, znázorněným čtyřmi bílými, nestejně dlouhými pruhy. Nad tímto emblémem je v oblouku pět žlutých pěticípých hvězd (prostřední je o něco větší).
Pět hvězd je inspirováno pěti hvězdami na čínské vlajce a symbolizuje jednotu země, která je neoddělitelnou součástí Číny. Květ lotosu je to, co lid Macaa miluje a symbolizuje prosperitu a pokrok země. Tři okvětní lístky představují poloostrov a dva ostrovy, na kterých Macao leží. Most představuje most guvernéra Nobre de Carvalho mezi Macaem a ostrovem Taipa. Vlajka Macaa se oficiálně užívá od 20. prosince 1999 a byla inspirována hongkongskou vlajkou.

## Historie
Macao bylo založeno roku 1557. Zpočátku bylo spravováno z Portugalské Indie (z Gia), od roku 1896 vlastním guvernérem. Užívaly se portugalské vlajky.
V roce 1932 byla zavedena společná vlajka pro všechny tehdejší guvernéry portugalských kolonií, kromě Macaa Angola, Kapverdy, Mosambik, Portugalská Indie, Portugalský Timor, Svatý Tomáš a Princův ostrov. Macau byla zavedena nařízením č. 7727 z 4. prosince 1933, publikovaném 30. prosince 1933. Vlajka byla tvořena bílým listem o poměru stran 2:3 s pěti svislými pruhy (střídavě bílými a zelenými různých šířek). Uprostřed byl emblém, částečné zasahující i do zelených pruhů, tvořený červeným, žlutě lemovaným křížem Kristova řádu, v jehož středu byl bílý kříž, taktéž žlutě lemovaný. Na kříž byla položena armilární sféra se štítem z portugalského znaku, s úzkým žlutým lemem.
V roce 1966 (jiné zdroje však hovoří o 30. letech 20. století) navrhl portugalský heraldik Franz Paul Almeido Langhans vlajky portugalských závislých území, které byly dokonce v roce 1967 schváleny. Vlajky těchto území ale nebyly nikdy zavedeny a nadále se užívaly portugalské vlajky.

Portugalská vlajka Macaa (1830–1911) Poměr stran: 2:3
Portugalská vlajka Macaa (1911–1999) Poměr stran: 2:3
Vlajka portugalských guvernérů (1932–1999) Poměr stran: 2:3
Návrh macajské vlajky (1967) Poměr stran: 2:3

## Vlajky historických administrativních jednotek
Macao se v portugalské éře členilo na dvě administrativní jednotky, město Macao a ostrovy Taipa a Coloane. Tyto jednotky (obce) užívaly své vlastní vlajky. K 1. lednu 2002 bylo toto členění zrušeno a tím i platnost těchto vlajek. Některé zdroje naznačují konec platnosti již k 20. prosinci 1999.

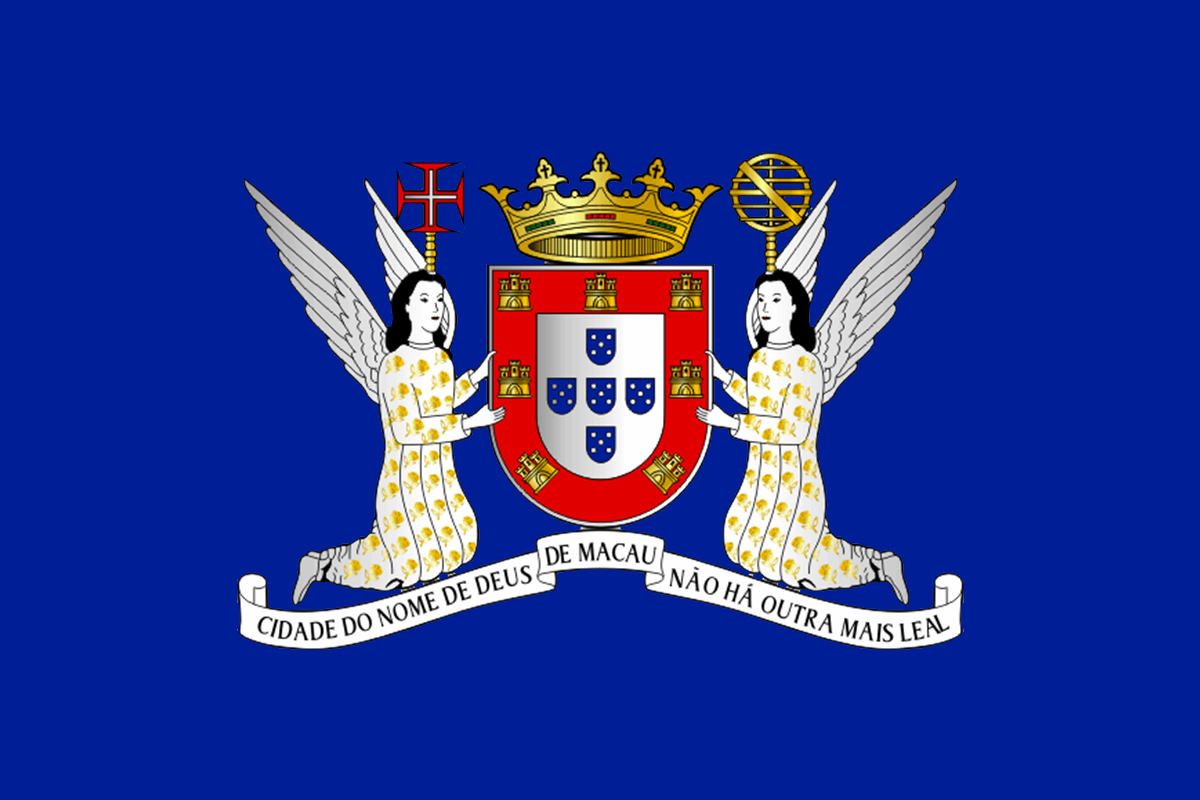
Vlajka města Macaa (1961–1999/2002)
Vlajka ostrovů Taipa a Coloane (1974–1999/2002)

Vlajka města Macaa byla zavedena 27. července 1961 (spolu se znakem a pečetí) a v nařízení byla popsána v § 2. Vlajka byla tvořena modrým listem o poměru stran 2:3 se znakem, jehož výška odpovídala přibližně 2/3 šířky listu.
Vlajka ostrovů Taipa a Coloane byla zavedena (spolu se znakem a pečetí) nařízením č. 468/74 10. července 1974. Vlajka byla oranžová se znakem celku uprostřed.